# Ченђо Алто (Савона)
Ченђо Алто је насеље у Италији у округу Савона, региону Лигурија.
Према процени из 2011. у насељу је живело 58 становника. Насеље се налази на надморској висини од 435 м.